# Virus (chanson de LaFee)
Pour les articles homonymes, voir Virus (homonymie).
Singles de LaFee
Prinzesschen
Pistes de LaFee
Prinzesschen Mitternacht
Virus est une chanson écrite par Bob Arnz et Gerd Zimmermann et enregistrée par la chanteuse allemande LaFee. Il est sorti comme le premier single extrait du premier album de LaFee LaFee (album). Une version anglaise de la chanson, intitulée «Scabies», plus tard, est apparu sur le troisième album studio LaFee Shut Up.

## Liste des chansons
CD Maxi Single
1. "Virus" - 3:55
2. "Virus" (Acoustic version) - 3:56
3. "Virus" (Radio version) - 3:46
4. "Du lebst" - 4:24

## Charts
| Charts    | Meilleure position |
| --------- | ------------------ |
| Allemagne | 14                 |
| Autriche  | 14                 |
| Suisse    | 70                 |